# Инс, Джозеф Мюррей
Джозеф Мюррей Инс (англ. Joseph Murray Ince, род. 1806 г. — ум. 1859 г.) — уэльский художник-акварелист.

## Жизнь и творчество
По некоторым сведениям Дж. М.Инс родился в Лондоне. Детские и юношеские годы провёл в восточном Уэльсе, в городке Престин. С 1823 по 1826 год был учеником у пейзажиста Дэвида Кокса. В 1826 же году состоялась выставка работ Инса в Королевской академии художеств. В 1832 году художник создаёт серии картин, изображающих памятники архитектуры и здания колледжей в Кембридже и в Оксфорде. В 1830-е годы он — магистр живописи в Кембриджском университете.
В 1834 году Инс женится, а в 1835 возвращается в Престийн, который считал превосходным местом для занятий живописью, в то же время сохраняя хорошие связи со своими клиентами в Лондоне. Дж. М.Инс считается превосходным мастером пейзажной живописи, писавшим преимущественно акварелью. Его работы можно увидеть в различных музеях Великобритании, в том числе и в кабинете графики Британского музея. Памяти художника в Престийне воздвигнут памятник.

## Галерея
- Кембридж, Кингс колледж
- Улица в Престийне